# ОШ „Драган Маринковић” Адрани
ОШ „Драган Маринковић” је државна установа основног образовања, која је основана 1893. године у Адранима, на територији града Краљева.
Школа од 1962. године носи име Драгана Маринковића (1919-1943), жртве рата и ученика школе. Поред матичне школе у Адранима, саставни део је и издвојено одељење у Поповићима.